# 22341 Francispoulenc
22341 Francispoulenc è un asteroide della fascia principale. Scoperto nel 1992, presenta un'orbita caratterizzata da un semiasse maggiore pari a 2,2277263 UA e da un'eccentricità di 0,2036908, inclinata di 2,34932° rispetto all'eclittica.